# José María Gil-Albert
José María Gil-Albert Velarde (Villarcayo, 24 de febrero de 1925 - Logroño, 14 de diciembre de 2007) fue un abogado y político español, exdiputado de la UCD y fiscal general del Estado entre 1980 y 1982.

## Biografía
Licenciado en Derecho, ejerció de abogado. Perteneció a la UCD desde los comienzos de la formación bajo la dirección de Adolfo Suárez. Alcanza un escaño en las Cortes Constituyentes, fue protagonista de la transición en La Rioja y fue nombrado fiscal general del Estado con el Gobierno de Suárez, vivió en este cargo la noche del 23F. Entre 1978 y 1979 fue director general de Justicia.
Personaje respetado que intervino muy activamente en la constitución de la Comunidad Autónoma de La Rioja, participando en la redacción del Estatuto Autonómico, así como en otras Normas Jurídicas trascendentes, como el Estatuto Orgánico del Ministerio Fiscal, la Ley General Penitenciaria y el Estatuto de Autonomía del País Vasco.
Abandona la política activa con la desaparición de la UCD en 1982. Una vez abandonada la política ejerció la abogacía en su bufete de Logroño.
Sus restos reposan en el cementerio de Logroño.